# Il ritorno dei tre moschettieri
Il ritorno dei tre moschettieri (The Return of the Musketeers) è un film del 1989 diretto da Richard Lester.
Il soggetto è tratto dal romanzo Vent'anni dopo (1845) di Dumas. 
Il film prosegue le avventure dei moschettieri già visti in azione nei precedenti I tre moschettieri (1973) e  Milady (1974).

## Trama
1649. I tre moschettieri sono convocati per difendere la vita di Carlo I Stuart minacciata dal Duca di Beaufort fuggito dalla prigione della Bastiglia.
Falliranno nell'impresa e si ritroveranno di fronte a Justin De Winter, figlia della defunta Milady.
Scampato il pericolo, dovranno affrontare il cardinale Mazarino, che vuole usurpare il trono di Francia al giovanissimo Luigi XIV.

## Curiosità
Durante le riprese del film, a Toledo, l'attore britannico Roy Kinnear – che molti ricordano per la parte del soldato inglese basso e tarchiato nel film La collina del disonore – , cadde da cavallo. Riportò una frattura del bacino e il giorno dopo, portato in ospedale a Madrid, ebbe un fatale infarto che lo portò alla morte.